# Saltos ornamentais no Campeonato Europeu de Esportes Aquáticos de 2022 - Trampolim 3 m sincronizado masculino
A prova do trampolim 3 m sincronizado masculino dos saltos ornamentais no Campeonato Europeu de Esportes Aquáticos de 2022 ocorreu no dia 21 de agosto no Foro Italico, em Roma na Itália. 

## Calendário
| Fase  | Data         | Hora  |
| ----- | ------------ | ----- |
| Final | 21 de agosto | 15:45 |

Todos os horários estão no horário local (UTC+1)

## Medalhistas
| Ouro                                         | Prata                                       | Bronze                                          |
| Reino Unido · Anthony Harding · Jack Laugher | Itália · Lorenzo Marsaglia · Giovanni Tocci | Ucrânia · Oleksandr Horshkovozov · Oleh Kolodiy |

## Resultados
Esses foram os resultados da competição.
| Pos.              | Nacionalidade | Saltadores                           | Pontos | Pontos | Pontos | Pontos | Pontos | Pontos | Pontos |
| Pos.              | Nacionalidade | Saltadores                           | T1     | T2     | T3     | T4     | T5     | T6     | Total  |
| ----------------- | ------------- | ------------------------------------ | ------ | ------ | ------ | ------ | ------ | ------ | ------ |
| Medalha de ouro   | Reino Unido   | Anthony Harding Jack Laugher         | 49.20  | 48.60  | 85.68  | 64.26  | 84.36  | 80.73  | 412.83 |
| Medalha de prata  | Itália        | Lorenzo Marsaglia Giovanni Tocci     | 52.80  | 43.20  | 71.61  | 84.66  | 72.00  | 63.24  | 387.51 |
| Medalha de bronze | Ucrânia       | Oleksandr Horshkovozov Oleh Kolodiy  | 47.40  | 48.60  | 76.50  | 73.47  | 64.98  | 73.44  | 384.39 |
| 4                 | Suíça         | Guillaume Dutoit Jonathan Suckow     | 44.40  | 42.00  | 72.90  | 71.61  | 76.50  | 60.42  | 367.83 |
| 5                 | Alemanha      | Timo Barthel Moritz Wesemann         | 44.40  | 46.80  | 73.44  | 77.70  | 38.85  | 60.42  | 341.61 |
| 6                 | Grécia        | Theofilos Afthinos Nikolaos Molvalis | 43.20  | 37.80  | 59.40  | 50.40  | 64.17  | 64.80  | 319.77 |
| 7                 | Geórgia       | Sandro Melikidze Tornike Onikashvili | 43.80  | 40.20  | 54.90  | 51.00  | 62.10  | 60.45  | 312.45 |
| 8                 | Suécia        | David Ekdahl Elias Petersen          | 42.60  | 36.00  | 54.90  | 60.30  | 58.50  | 58.59  | 310.89 |